# Siamo qui (singolo)
Siamo qui è il secondo singolo del cantautore italiano Vasco Rossi che anticipa il diciottesimo album in studio dallo stesso titolo. Il brano è ispirato alla psicoanalisi di vivere nel mondo ed è stato pubblicato il 15 ottobre 2021.

## Video
Il video, diretto da Pepsy Romanoff, viene pubblicato il 20 ottobre 2021 ed in esso compaiono Alice Pagani, Benjamin Vasquez Arcellano, Francesco Iacobellis, Martino Ribeiro ed Erik Niemen

## Tracce
1. Vasco Rossi – Siamo qui

## Formazione
- Vasco Rossi – voce
- Cesare Chiodo – basso
- Paolo Valli – batteria
- Tullio Ferro – chitarra acustica
- Stef Burns – chitarra elettrica
- Mattia Tedesco – chitarra elettrica, chitarra acustica
- Celso Valli – pianoforte, tastiere, arrangiamenti
- Valentino Corvino – violino, viola
- Vittorio Piombo – violoncello

## Classifiche
| Classifica (2021) | Posizione massima |
| ----------------- | ----------------- |
| Italia            | 28                |